# 異界繁盛記 ひよこや商店
『異界繁盛記 ひよこや商店』（いかいはんじょうき ひよこやしょうてん）は、巣田祐里子による日本の漫画作品。
『Asuka』（角川書店）において、連載された。全6巻。

## 概要
主人公、深川りくは天涯孤独、加えて10歳までの記憶が無いという、ちょっとワケありな中学3年生。
そんなことは気にせず、平和に暮らしていたのだが、学校のテスト期間終了後、友人らと訪れたフリーマーケット会場にて、彼の「兄弟」だと名乗る少年達と出会う。日本人らしくない外見の彼らに、純和風な異界「ヤマト」へと連れて行かれた、「りく」改め「陸」。そこで、家族経営の万屋「ひよこや」のアルバイトをすることになってしまう。

## 主な登場人物
声優はドラマCDでのキャスト。

### ひよこや
りく（陸）の家族が「ゲンロク」にて経営しているお店。『万屋』で、お惣菜や食虫植物、ペットなど、取扱商品は様々。5年前までは家族以外の従業員を雇っていたらしいが、現在は家族のみ。地上2階の大きな店舗。居住区は2階。現在の店主は長男の壱也。また、家族関係がえらく複雑で、長男と六男のみが母が同じ、あとの兄弟4人は全員腹違い。姿は滅多に見せないが、家政婦がいる。
深川りく / 雛陸（ふかがわ りく / ひいな りく）
声：福山潤
本作の主人公で、万屋「ひよこや」の末息子。前者は偽名で後者は本名。15歳。10歳の頃に起きたある事件がきっかけで、日本へと飛ばされてしまい、それ以前の記憶を失う。学生寮に入るまでは孤児院で育ち、年下の子達の面倒を見ているうちに、自らの世話好きの血に目覚めた模様。現在は健康だが、昔は虚弱体質で、学校へ行くことが出来なかったらしい。15歳の春。学校のテスト終了後、友人達とフリーマーケット会場を訪れたりくは、次男の「双葉」、四男の「椎」、同い年だが兄の五男「皐月」と再会し、異界「ヤマト」へ、半ば強引に連れ戻される。そして始まった、日本とヤマトでの二重生活。いろいろな出来事を通して、失ってしまった記憶のかけらを、少しずつ取り戻していくりく（りくは「ツナギ」という能力を持っているため、精霊関連の事件に巻き込まれやすい）。日本にいるときの苗字「深川」というのは施設の人がつけてくれたもの。「越後屋」の果梨に好意を抱いており、クリスマスには彼女にブレスレットをプレゼントする（おかえしにはネックレスをもらい、ひよこやにいるときはいつでも着用している）。彼のツナギの力は成長するものであり、その成長に従い彼の意志に反して近くにいる人間の思考を読めるようになってしまった。それを危惧したサイカと彼の本体の提案により最終回、ツナギの能力を精霊に返す。
雛 壱也（ひいな いちや）
声：千葉進歩
「ひよこや」の長男にして店の若旦那。24歳。女性受けする端正な顔立ちで、性格も穏やかでかつ器量よしな男性。今は結婚するよりも、兄弟たちを守ることのほうが気がかりである。9つ下のりくのことを誰よりも気遣っている兄バカ。5年前に起きた事件の際、りくを助けてやれなかったことを悔やんでいる。りくとは唯一母親が同じ。ひよこやでは椎と並んで女性にモテる男性。水野の提案でひよこやで行ったバレンタイン販売でも、チョコレートを購入した女性客から大量に貰っていた。ただし、壱也本人は甘いものは苦手である。
雛 双葉（ひいな ふたば）
声：緑川光
「ひよこや」の次男。魔法能力を持つ「ウサ耳族」と呼ばれる一族の青年。普段は小さく、筆談による会話が主なコミュニケーション方法だが、魔法で本来の年齢の姿に戻ると喋れるようになる。が、制限時間があるのが欠点。「ウサ耳族」でも一握りの者しか使えない異界と日本を繋ぐ「障子戸」を出せるなど能力は高い。近眼で不器用だが、何事にも一生懸命である。普段はガサツな皐月のサポートに徹することが多い。一族が持つ図書館の司書の免許を持っている。彼の母、薫流は「ウサ耳族」の学校の先生をしている。魔法学校を首席で卒業し、一族の精霊である「イチミミ」が入っている精霊石の管理をする神官の候補に選ばれるなど、魔法の素質はきわめて高いが、ハーフということもあってイジワルな難クセをつけられていたらしい。イチミミが気に入っており、新神官にならないかと誘われるが、彼はひよこやを選んだ。
雛 三笠（ひいな みかさ）
声：高橋広樹
「ひよこや」の三男。しかし、普段から遊びまわっているため滅多に自宅に帰ってこないため、第2巻でようやく初登場。19歳。かなりの遊び人で、たまに帰ってきてはお店の売り上げをちょろまかすという不良息子。カラスに変身することができる。それ故か生ごみと光物が大好き（ただし生ごみに反応するのはカラスの姿のときだけ）。りくに5年前の事件のことを教える。ぶっきらぼうだが、いざという時は頼りになる。口では壱也に反抗しているが、内心は慕っている。
雛 椎（ひいな しい）
声：石田彰
万屋「ひよこや」の四男。女性客には骨身を惜しまないフェミニストな少年で16歳。ファッションにこだわっており、自身で服を作るという器用な面も持ち、りくにもすすめることもある。兄弟の中で一番つかみどころがない性格をしていて、本人もそのことを自覚している。「ヤマト」に不慣れなりくの良きサポート役。ひよこやで壱也と同じくモテる方で、バレンタインの時にはチョコレートを大量にもらっていた。彼と皐月の母はお互い仲がよく、現在は一緒に旅行中とのこと。たまに変なお土産を送ってくる。
女性に優しく気配りもでき、隙ナシキングとも呼ばれているが、実はアルコールに弱く、糟漬けの匂いでも酔うらしい。このためか、いつも酒の匂いをさせている三笠に若干冷たい接し方をする。
雛 皐月（ひいな さつき）
声：森田成一
「ひよこや」の五男だが、年齢はりくと同じ15歳で腹違いの兄。言葉遣いが悪く、口より先に手が出るタイプだが、家族を体を張って護るという不器用な愛情の持ち主。いつも持っている棍棒は分解して持ち運びが可能。眼帯は陸を探すための精霊石を取りに行ったとき、精霊に奪われた右目を隠している。一度、精霊「闇桜」に体をのっとられたこともある。普段は双葉と共に仕事をこなしているが、主な仕事は危険が付きまとう出張。兄弟の中で唯一日本語が不自由。彼と母は椎の母と仲がよく、現在は一緒に旅行しているとのこと。送ってくるものは小言付きの絵葉書。失恋した一葉を不器用ながら慰め、彼女と話をするためかは不明だが、日本語の勉強をしようと思い始める。
澪（みお）
声：朴璐美
「ひよこや」の番頭を務めている陸たちの父親の従兄弟。猫又族の血が混ざっているため長寿、そして変身能力を持っている。しっぽはまだ一又と言っている事から、まだ子供の年齢と思われる。背丈は小さいが、年齢は壱也より上で103歳。経営面で店を支えているためか、お金に対する執着心は店一番。そのため、欲が出すぎて壱也にたしなめられることも。ひそかにポエム日記というものをつけている。犬が大の苦手で小さな子犬であっても吠えられただけで逃げ出すほど。昔からサイズが変わっていないらしい。何かにつけては壱也に早く結婚しろと追求してくる。
木花（このはな）
声：釘宮理恵
兄弟たちの従姉妹で10歳の女の子。双葉と同じ「ウサ耳族」だが、魔法能力は持っていない。7歳の頃に双葉の誘いでひよこやの店員となる。魔法が使えないかわりに早く一人前になり、役立ちたいと思っている。お店ではみんなの食事を作ったりしている。末っ子のりくにとっては妹のような存在。魔法が使えないため、同じ種族の子供達からはいじめられていたが、彼女は逆にやりかえしていたりと結構根性はあるほう。現在、魔石ドロップを貰ったことにより、ひとつだけ魔法が使えるようになった。
サイカ
声：山口勝平
招き猫に加工された精霊石に封印されている精霊。強大な力を持っており、陸とシンクロすることによって様々な能力を発揮する。が、現在のところ、自身のテリトリーに何があるか見通すくらいのことにしか使われておらず、シンクロしていない時の力は小さなもの。長い間招き猫に封印されていたためか、召喚された時の姿は招き猫の着ぐるみを着た姿。八頭身の容姿端麗とは本人談だったが、最終回で証明された。彼を本体に戻す力を利用する事で、りくはツナギの力を失う。口調は関西弁。故郷はヤマトの西に位置する土地。
しっぽ
招き猫のしっぽの部分。サイカの子供のような存在。招き猫に加工されて運ばれていた最中に欠けてしまい、しばらくの間サイカが怒っていた原因となっていた。サイカと違って自分で外に出ることができ、そのときの姿は仔猫。サイカよりも出現頻度が高い。イタズラ好き。
栞（しおり）
壱也とりくの母。りくが幼い頃に病気で亡くなっている。顔は壱也にそっくりらしい（りく曰く、女装した壱也とのこと）。自分が仕立てたものを、いつか壱也とりくが売ってくれることを夢見ていた。双葉の母、薫流とは仲がよかった。商品以外にもいろいろと作ったものがお店に残っている（ぬいぐるみなど）。
薫流（かおる）
双葉の母。普段はウサ耳族の学校の先生をしているため、あまり休みは取れないが、たまの休みは「ひよこや」に訪れている。双葉にそっくりだが、かなりさっぱりして、少し物忘れしやすい。壱也とりくの母、栞とは仲がよかった。
家政婦さん
ひよこやの家政婦。見た目は割烹着と三角巾をつけたねずみ（のような外見）。五児の母。第5巻で初登場。
水野が皐月の世話を焼いているのを見て、皐月のことを任せるようなことまで言い出す。

### 越後屋
「ひよこや」のライバル店。「ゲンロク」で20店舗のチェーン店を持つ大きな店で、ひよこやよりも従業員数が多い。店主は果梨。果梨が何も知らないことを良いことにいろいろと「ひよこや」に悪さをしていたが、現在はその行動も制限されつつある。
果梨（かりん）
声：小林沙苗
「越後屋」の若き女性店主。両親が亡くなり、幼くして店を継ぐが、実際に店を動かしているのは周りの店員達。そのため、お飾りの店主として現在に至り、従業員達に認めて欲しい一心で、お供を連れて「ひよこや」へ営業妨害するために赴く。しかし、そこで出会った陸に励まされ、現在は積極的に店に出てきている。ペットには「ひよこや」で買った新製品から出てきたクラゲのようなものを飼っている。陸とは似たもの同士なためか、とても仲良し。外見が人間の女の子のようだが、耳はウサギのような耳である（しかし、ウサ耳族ではない）。最近は彼女もりくを意識し始めているのか、バレンタインの時はチョコレートを渡したこともある。
黒太（くろた）
果梨の付き人で果梨を「お嬢」と呼ぶ。姿は黒子を小さくした外見。果梨と共にひよこやに訪れ、営業妨害を企てた。
みょー太
果梨のペットでひよこやで買った新製品から出てきたクラゲのような生き物。いつの間にか分裂していたこともあった。おそらく「みょー」と鳴くからこの名前が付いたと思われる。意外と力持ちで、果梨のボディガードも務めている。
狼河（ろうが）
「越後屋」の番頭。実際に店を動かしているのは彼である。最近、店に出てきた果梨に「見ているだけでいい」と冷たく言い放つ。かなりのやり手らしく、彼独自の輸入ルートを持っている。お店の売り上げのためなら販売値段をあげたりすることも厭わない。

### 日本
水野 一葉（みずの かずは）
声：中原麻衣
日本でのりくのクラスメイトでりくに片思いをしている女の子。クラスメイトといるときは良い親友関係を築いているが、彼女はそれ以上の関係に進展したいと思っている。明るくさっぱりした性格で、格好などはいわゆる「イマドキ」の女子学生。文化祭の事故で、りくがヤマトの人ということを知り、「ひよこや」へと訪れるが、そこでりくは果梨のことが好きだと知り、彼への想いを吹っ切る。落ち込んでいた時に不器用ながら自分を慰めてくれた皐月のことを意識し始める。りくとはこれからも「いいお友達」でいようと決めた。
応募者サービスの小冊子にて、皐月の世話を焼いたりしているためか、家政婦さんから「もはや皐月は君に任せた」と言われたことがある。
神楽院 京（かぐらいん きょう）
第4巻で初登場した転校生。いつも小鳥を連れている。その正体はりくと同じヤマトの人間で、つれている小鳥の正体は精霊「夜叉」。りくと同じく「ツナギ」の力を持っており、りくを勧誘したツナギ能力者仲介屋「大黒屋」の店員。だが、夜叉の誘いで、日本へ来訪する。両親が家庭を顧みないため、自身の能力を使って「居場所」を求め、大黒屋に入社し、仕事中に出会った夜叉に、自身と同じものを感じたのか、彼女と共に日本へやってきた。夜叉とシンクロすると背中に翼が生える。無口でクールだが、根は優しい少年。りくのいる学校へ転入してきたのは、自分と同じ「ツナギ」の力を持ったりくに興味があったからということ。高校進学は夜叉が両親を説得し、無事に進学できることに。現在はりくとの仲は良好。
夜叉（やしゃ）
京と共に日本へやってきた精霊。普段は小鳥の姿に化けている。元々、彼女は京が仕事で訪れた店の蔵にいたのだが、現在の主人の祖父の代から蔵に埃を被って放置されていたために怒って家出を決意、その際に自身を出してくれた京をつれて日本へと逃亡する。りくのことは以前から知っていたらしい。同じ境遇の京とは共に理解しあった仲である。小鳥にしか変身できなかったが、努力の末、人間の女の子に変身できるようになった。日本の高校にいけるように、京の両親を説得したりと、相変わらず仲は良いようだ。

### ウサ耳族
魔法を使うことが出来る一族。全員がウサギの耳を生やしている。基本的にウサ耳族以外の種族には冷たい態度を取りがち。魔法を使えない人には同じ種族でも辛口な態度をとる。ゲンロクとは反対の洋風な外観。
柊（ひいらぎ）
双葉の友人で、一族の図書館の司書をしている。双葉とは魔法学校からの同級生で仲がよい。妖刀「闇桜」に体をのっとられた皐月のために、図書館の本を特例として貸し出す。基本的に決まりつけを破る人には容赦しない性格。
木蓮（もくれん）
ウサ耳族の精霊「イチミミ」の宿った精霊石の神官を務めていた男性。しかし、神官という立場にかこつけて「イチミミへの供物代」と称して荒稼ぎをしていた。ハーフである双葉を見下している。後にイチミミ自身から解雇を命じられる。外見は穏やかだが内面は冷たい性格。
イチミミ
ウサ耳族の精霊で、ウサギの顔をした精霊石に入っている。自分をエサに荒稼ぎをしている木蓮を許せず、陸に自分を出してもらうよう依頼し、ようやく木蓮に制裁を与えたことでスッキリした。お礼に魔石ドロップを陸にプレゼントする。双葉を気に入っており、新しい神官にならないかと誘うが、断られてしまった。基本的に種族関係なく優しい性格をしているようだ。外見は長いロップイヤーのようなウサミミの男性。

## 用語
ヤマト
異界の名前で「ゲンロク」はこの世界の中心に位置する大きな都。見た目は純和風だが、微妙にどこかズレている。周りは海で囲まれているらしい。魔法種族「ウサ耳族」の研究と術により、日本との行き来が可能となっている。ヤマトへ訪れるときのドアは障子戸。この障子戸は、発注したらかなりの値段らしい。
ツナギ
陸、京が持っている特殊能力。精霊石に封印されている精霊を召喚することができる。が、一度使うとかなりの体力を消耗するらしく、幼かった陸は使う度に少し体調を崩していた。また、ツナギ能力者は精霊石に入っている状態の精霊の声を聞くことができる。この力を持っている者はあまり見かけないため、精霊の中には力の所持者を強く欲する者もいる。
ウサ耳族
双葉と木花の出身の種族で魔法を使うことが出来る。7歳になると魔法能力のテストがされ、魔法能力がある者は学校へ入学できるが、能力の無い者は一族でも日陰者扱いとなってしまう。また、力ある者はヤマトと日本を繋ぐ「障子戸」を出すことができる。一族専用の大きな図書館がある。この一族にも精霊石があり、大元は双葉が持っている魔法石を大きくしたもの。基本的に同種族には優しく、異種族には冷たいが、同種族であっても規格外にはかなり辛口な態度をとる。
座敷牢
ひよこやにある一室。幼い頃にりくの部屋だった場所だが、実は「ツナギ」の力が不安定であったりくのために、父親が特注で作らせたもの。しかし三笠は「りくが逃げないように閉じ込めるための部屋」と嘘をついていた。澪のセリフから察するにかなりの大枚をはたいたと思われる。
精霊石（せいれいせき）
精霊が封印されている宝石の一種。「ツナギ」の力を持つ者だけが封印を解くことが出来る。ただし、精霊石にはどんな精霊が封印されているかはわからないため、むやみに近づくのは大変危険である。原石があり、その原石から切り出された石が加工されて一般に高値で出回っている。
精霊（せいれい）
精霊石に宿っているもののこと。その数は精霊石の数だけあるため、精霊の中にはとても凶暴なものも存在している。ツナギ能力者でないと石から召喚することはできない。とても清浄な場所を好むので、刀に加工されて、尚且つ人を切ってしまったら、その刀に宿った精霊はそこに戻ることはできなくなってしまう。
リンク
ツナギ能力者が開放した精霊と合体する(サイカ曰く中に入る)こと。その精霊の能力を使うことができる(主にお見通し能力)が、開放より体力を消耗するほか、悪意を持つ精霊に体を乗っ取られる危険性がある。
お見通し能力
精霊の基本能力。発動する際額の目が光りながら開く。自分のテリトリー(精霊石が置かれた場所や、精霊自身がいる場所)の隅々まで見通せる。作中では無くし物を探す時によく使われる。
魔石ドロップ
イチミミがりくにプレゼントしたもの。食べれば一つだけ魔法を使うことの出来るもので、貴重品らしい。りくが貰ったものだが、木花に譲った。

## コミックス
各巻角川書店（あすかコミックス）より発売。全6巻。
1. 2004年1月17日初版発行　ISBN 4-04-924959-6
2. 2004年7月17日初版発行　ISBN 4-04-924977-4
3. 2005年3月17日初版発行　ISBN 4-04-924998-7
4. 2005年11月17日初版発行　ISBN 4-04-925016-0
5. 2006年8月10日初版発行　ISBN 4-04-925031-4
6. 2007年9月22日初版発行　ISBN 978-4-04-925050-3